# Chant gallican
Le chant gallican est le nom donné au chant liturgique des chrétiens de Gaule, sous la dynastie mérovingienne. Le chant gallican tirait une partie de ses caractères de la liturgie orientale. Remplacé formellement par le chant romain en 789, celui-ci disparut, à la suite de la centralisation de la liturgie selon le rite romain favorisée par Charlemagne.

## Origine
Sous le règne des rois Mérovingiens, le rite des Gaules aussi bien que son chant liturgique se différenciaient du chant romain par des textes et musiques plus orientales. Cet état de fait trouve son origine dans l'évangélisation même des Gaules, principalement par des prêtres grecs, comme saint Irénée de Lyon.
C'est ainsi que, jusqu'au début du VIIe siècle, la liturgie orientale avait une forte influence sur la cour, que l'on retrouve chez saint Venance Fortunat et sainte Radegonde de Poitiers. Cette dépendance liturgique s’amenuit par la suite rapidement, et c'est le roi Dagobert Ier qui adopta la louange perpétuelle Laus perennis auprès de l'abbaye royale de Saint-Denis, en priant que sa dynastie se continue sans perturbation.

## Caractéristiques
Le chant gallican disparut, telle la liturgie celte, avant que les neumes ne soient inventés vers 877,. 
Parmi les  textes ou morceaux de ce chant conservés sont deux lettres découvertes à l'abbaye Saint-Martin d'Autun en 1709 par deux Bénédictins, et parfois attribuées à saint Germain de Paris, sont les plus importantes. Grâce à ces documents, la liturgie gallicane y compris sa messe était précisée, en détail, de nombreux commentaires théologiques (latin-français). Plusieurs textes en grec s'y trouvent :

« On chante l'Aïus en grec, car c'est dans la langue grecque que le Nouveau Testament s'est répandu dans le monde ... le président de l'assemblée entonne la psalmodie de l'Aïus en grec, puis en latin pour manifester le lien entre l'Ancien et le Nouveau Testament. »

Le Kyrie, évidemment en grec, était successivement chanté d'une seule voix par trois jeunes clercs. Ces derniers représentaient les trois peuples, à savoir, Hébreux, Grecs et Latins, ainsi que les trois temps, avant la loi, sous la loi et sous la grâce, à la place de la trinité. Par ailleurs, avant la lecture de l'Évangile, c'est le Cantique des trois enfants qui était chanté, au lieu de l'Alléluia. Ce cantique n'est exécuté dans la tradition romaine qu'auprès des monastères, aux laudes du dimanche.

## Suppression officielle par Charlemagne
Charlemagne, l'héritier de Pépin, se qualifiait « roi » et « recteur » du royaume des Francs ainsi que « défenseur » et « auxiliaire » de l'Église (Admonitio generalis en 789),. C'est la raison pour laquelle, soutenu par le pape Adrien Ier, il commença en 785 une immense centralisation de liturgie selon le rite romain, en collaboration avec Alcuin. En 789, le roi ordonna qu'exécutent le chant romain toutes les églises dans le royaume « pour l'unanimité de l'Église. » Donc, le chant gallican fut formellement et définitivement remplacé, à la suite de cette ordonnance.
L'adoption du rite romain fut parachevé vers 800, à l'exception du chant. Comme Charlemagne savait bien qu'il restait des résistances contre la musique de Rome, il n'hésita pas à faire contrôler et inspecter ceux qui étaient pratiqués dans les paroisses. Par conséquent, la pratique d'ancien chant gallican disparut, sauf, mais partiellement, auprès des cathédrales de Paris et de Lyon, qui possédaient depuis longtemps les rites parisien et lyonnais en raison de leur ancienneté.

## Postérité
Officiellement supprimés, mais un certain nombre d'éléments du chants gallicans restaient, selon les études approfondies récentes, dans le répertoire du chant grégorien, tout comme ceux du chant vieux-romain. Ainsi, Dom Jean Claire établit, après avoir analysé de nombreux manuscrits anciens sans notation, que l'antienne Media vita in morte sumus demeure issue du chant gallican Sancte Deus, plus précisément du Trisagion.
De nos jours, la trace du chant gallican dans le chant grégorien est plus précisément détaillée. Ainsi, Daniel Saulnier présente l'avancement des études dans sa thèse récente (2015).

### Dictionnaires
- Joseph d'Ortigue, Dictionnaire liturgique, historique et théorique du plain-chant et de musique de l'Église au Moyen Âge et dans les temps modernes, L. Potier, Paris 1854 : « Gallican »